# Julian Huxley
Julian Sorell Huxley FRS (Londres, 22 de junho de 1887 — Londres, 14 de fevereiro de 1975) foi um biólogo, filósofo, eugenista,  escritor, humanista e internacionalista britânico, conhecido por suas contribuições pela popularização da ciência através de livros e conferências. Ele foi o primeiro diretor-geral da UNESCO e foi nomeado Cavaleiro da Coroa Britânica em 1958.
Huxley era parte de uma distinta família de acadêmicos britânicos. Era irmão do escritor Aldous Huxley, e meio irmão do também biólogo e  Prêmio Nobel de Fisiologia ou Medicina, Andrew Huxley; seu pai foi o escritor e editor Leonard Huxley; e seu avô paterno foi o biólogo T. H. Huxley, famoso por ser colega e apoiar Charles Darwin. Seu avô materno foi o acadêmico Tom Arnold filho de Thomas Arnold da Rugby School.

## Biografia

### Os primeiros anos

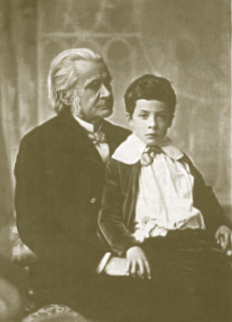
Thomas Huxley e Julian Huxley em 1895

Huxley nasceu na casa de sua tia, a roteirista Mary Augusta Ward, enquanto seu pai assistia a uma celebração em homenagem à Rainha Victoria do Reino Unido. Huxley cresceu na casa de sua família em Surrey onde desde cedo mostrava interesse pela natureza, recebendo lições de seu avô. Aos treze anos Huxley ingressou no Eton College, e continuou a desenvolver pesquisas científicas nos laboratórios da escola que seu avô tinha empenhado para construir décadas antes. Lá ele desenvolveu interesse em ornitologia e em 1905 obteve uma vaga no departamento de Zoologia no Balliol College,   Oxford.

### Vida acadêmica
Em 1906, depois de passar o verão na Alemanha, Huxley se instalou em Oxford onde se interessaria pela embriologia e no estudo de protozoários. Em 1909 se graduou como primeiro aluno de sua turma. Passou o ano seguinte na Estação de Biologia Marinha de Nápoles. Em 1910 ingressou como professor em Oxford passando em 1912 à Universidade Rice de Houston, Texas.
Em setembro de 1916 Huxley regressou do Texas para colaborar nos trabalhos da guerra, trabalhando na inteligência, primeiro no Government Communications Headquarters, a agência de inteligência britânica responsável pela comunicação dos órgãos governamentais, e posteriormente no norte da Itália. Depois da guerra foi-lhe oferecido um posto em Oxford, que havia perdido muitos professores e alunos durante a guerra. Em 1925 Huxley mudou para o King's College de Londres como professor de Zoologia mas em 1927 abandonou o ensino e a investigação para dedicar tempo completo junto com H. G. Wells e G. P. Wells a The Science of Life.
Em 1935 Huxley foi nomeado do secretário da Sociedade Zoológica de Londres, e dedicou uma boa parte de dos sete anos seguintes à  gestão do órgão e seus jardins zoológicos junto com suas investigações zoológicas. Em 1941 iniciou uma série de conferências pelos Estados Unidos, devido à entrada do país na guerra. A viagem estendeu-se, o que foi usado pela Sociedade Zoológica como motivo para retirá-lo do posto de secretário, onde não queriam que continuasse. Huxley usou esta oportunidade para dedicar boa parte do resto de sua vida à popularização da ciência e a problemas políticos.
Junto com suas investigações em zoologia, Huxley também contribuiu com trabalhos teóricos da biologia evolutiva, e formou parte do conjunto de pessoas que deram um impulso chave no campo da síntese evolutiva moderna. Seu interesse pela observação de aves durante sua juventude fez com que se dedicasse à ornitologia, e durante sua vida ajudou a desenhar sistemas para a observação e conservação das aves. Também escreveu vários artigos sobre etologia de aves. Huxley foi amigo e mentor do biólogo Konrad Lorenz. Seus interesses investigativos também incluíam os campos da medicina e da então incipiente biologia molecular.

## UNESCO
Nos anos 30 Huxley visitou o Quênia e outros países da África oriental para ver os trabalhos de conservação que se desenvolviam ali, incluindo a criação de parques nacionais que se estava realizando em zonas desabitadas a causa da malária. Posteriormente, o governo britânico lhe concedeu a tarefa de fazer um estudo nos países da Commonwealth na África ocidental para a localização de lugares adequados para a criação de universidades. Nessas viagens, Huxley desenvolveu uma preocupação pela educação e pela conservação do mundo, e a ele se atribui a criação da UNESCO, de qual foi o primeiro Diretor-geral em 1946.
Os interesses de Huxley relacionados com a internacionalização e a conservação também o levaram a fundar o World Wildlife Fund (WWF).

## Obras
- Essays of a Biologist (1923)
- Animal Biology (com J. B. S. Haldane, 1927)
- Religion Without Revelation (1927, revisado 1957)
- The Tissue-Culture King (ficção científica, 1927)
- The Science of Life (com H.G. & G.P. Wells - 1931)
- Scientific Research and Social Needs (1934)
- Thomas Huxley's Diary of the Voyage of H.M.S. Rattlesnake (1935)
- We Europeans (com A. C. Haddon, 1936)
- The present standing of the theory of sexual selection. In G. R. de Beer (Ed.), Evolution: Essays on aspects of evolutionary biology (pp. 11–42). Oxford: Clarendon Press. (1938)
- The Living Thoughts of Darwin (1939)
- The New Systematics (1940)
- Evolution: The Modern Synthesis (1942)
- Evolutionary Ethics (1943)
- Touchstone for Ethics (1947)
- Man in the Modern World (1947) eBook
- Heredity, East and West (1949)
- Evolution in Action (1953)
- Biological Aspects of Cancer (1957)
- Towards a New Humanism (1957)
- New Bottles for New Wine (1958)
- The Coming New Religion of Humanism (1962)
- The Humanist Frame (1962) elaborado para Essays of a Humanist (1964) elaborado Evolutionary Humanism
- From an Antique Land (1966)
- The Courtship Habits of the Great Grebe (1968)
- Memories (2 vol., 1970 e 1974)